# Wickede (Adelsgeschlecht)

Wappen derer von Wickede

Wickede ist der Name eines ursprünglich aus Dortmund-Wickede stammenden Adelsgeschlechts, das im Lübecker Stadtpatriziat aufstieg und in dieser Stadt aus der exklusiven Zirkelgesellschaft heraus während 450 Jahren Ratszugehörigkeit seit 1326 fünfzehn Ratsherren und sechs Bürgermeister stellte. Zweige der Familie bestehen bis heute.

## Geschichte
Das Geschlecht erscheint urkundlich erstmals 1230 mit Ludbertus von Wickede, Ratsherr der Reichs- und Hansestadt Dortmund. Bereits zu Beginn des 14. Jahrhunderts erscheint ein Zweig der Familie in Lübeck, wo Mitglieder dem Rat und der 1379 gegründeten patrizischen Zirkelgesellschaft angehörten. Dort beginnt die Stammreihe mit Hermann von Wickede (1294–1367) aus Dortmund, Herr auf dem Löwenhof bei Lübeck (heute Altlauerhof), Ratsherr und Bürgermeister der Stadt Lübeck. Dessen Sohn Segebodo von Wickede, urkundlich am 15. August 1384, wurde Ritter des Deutschen Ordens und Komtur in Reval. Im gleichen Jahr, am 1. September 1384, erscheint Everhard von Wickede unter Knappen mit ritterbürtigen Bürgern.
Gottschalk Anton von Wickede auf Tolzin, Niegleve und Fredenhagen wurde 1702 in den mecklenburgischen Adel aufgenommen.
An die Familie Wickede erinnert heute die Wickedestraße im Lübecker Stadtteil St. Lorenz.

## Wappen
Blasonierung laut GHdA: Das geteilte Wappen zeigt oben in Gold einen wachsenden schwarzen Adler, unten in Blau einen goldenen Sparren. Auf dem Helm mit blau-goldenen Decken zwei (nach vorn) gebogene schwarze Hörner (Gamskrucken), je belegt mit zwei goldenen Sparren.
Blasonierung nach Kneschke: Schild quer geteilt: oben in Gold ein rechtssehender, aufwachsender Adler, unten in Blau ein bis an die Teilungslinie reichender, goldener Sparren. Auf dem Schilde steht ein gekrönter Spangenhelm, welcher zwei nebeneinanderstehende, oben nach links gekrümmte, mit zwei goldenen, untereinanderstehenden Sparren belegte, schwarze Stäbe trägt. Die Helmdecken sind blau und golden.

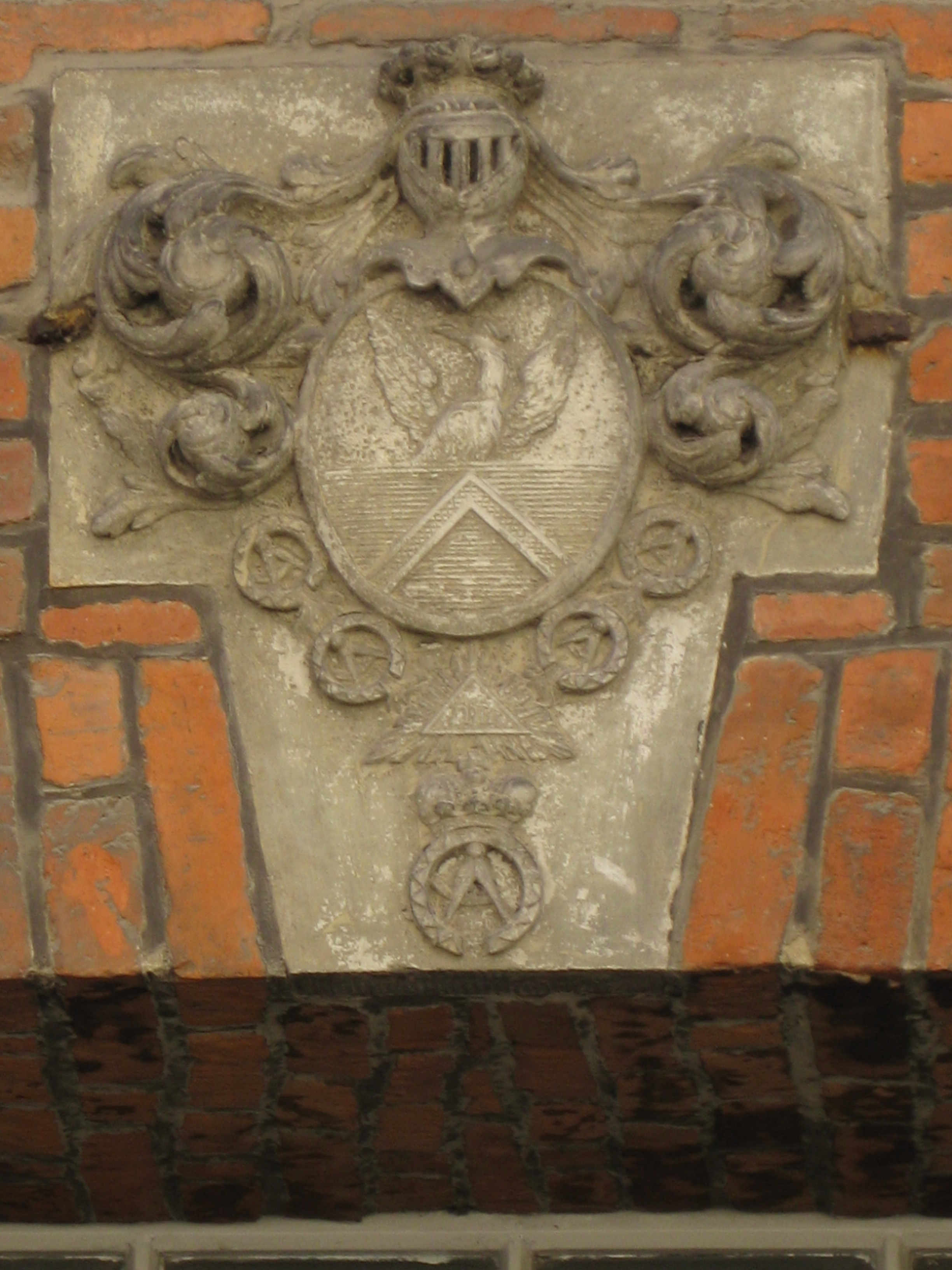
Wappen der Familie von Wickede mit Kleinod der Zirkelgesellschaft
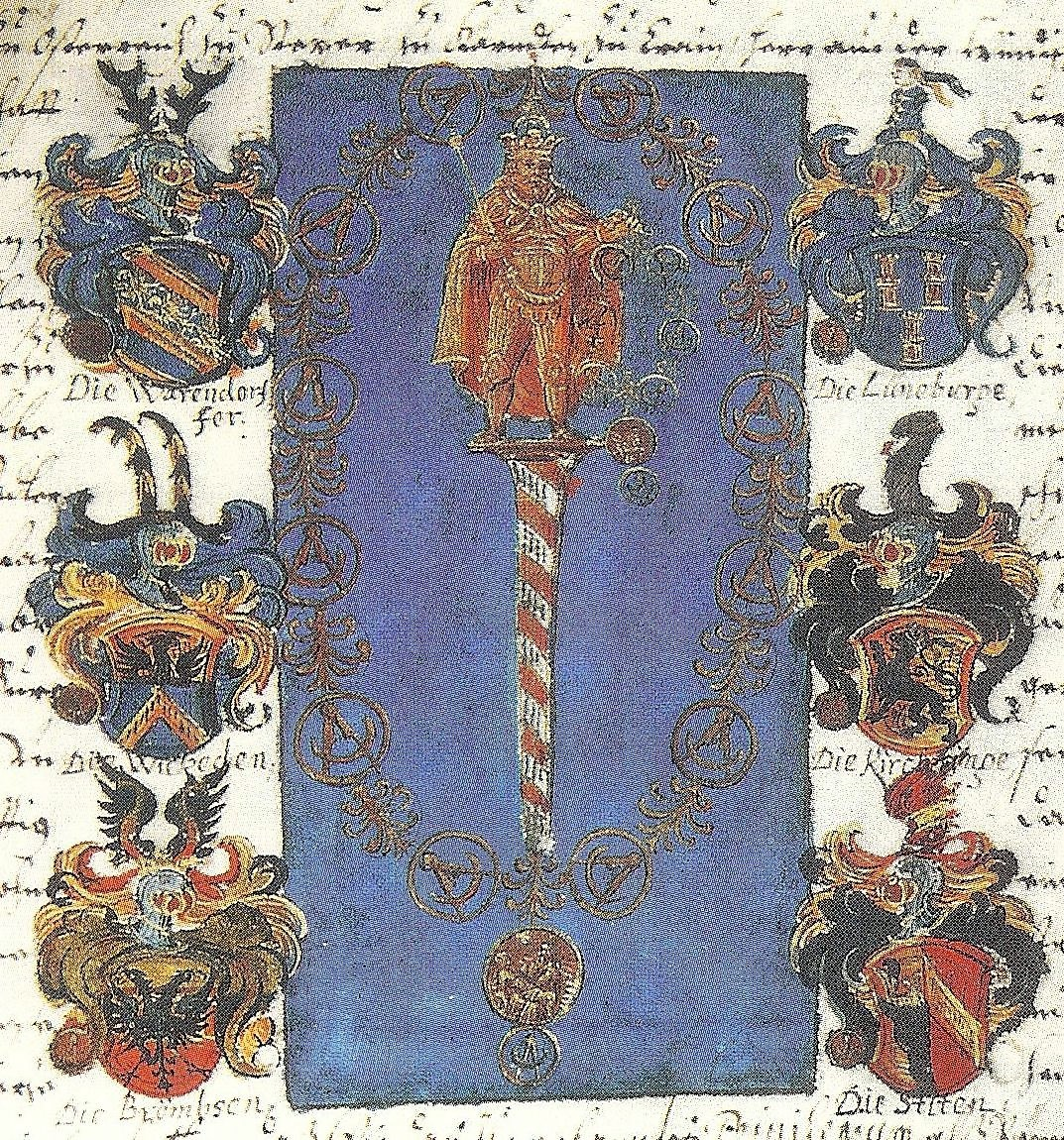
Wappen der Familie Wickede auf der kaiserlichen Adelsbestätigung 1641
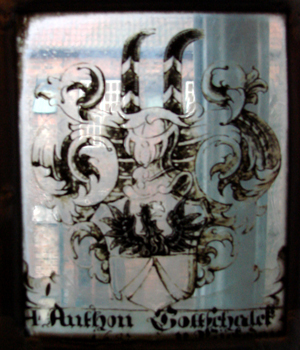
Wappenscheibe des H[errn] Anthon Gottschalck [von Wickede] (* 1657; † 1704), heute im St.-Annen-Museum, Lübeck

Der Adler im Wappen ist ebenfalls im Wappen von Dortmund wiederzufinden.

## Bedeutende Vertreter der Familie

### Lübecker Ratslinie
Aus Dortmund zugewandert stellte die Familie von Wickede über 400 Jahre Ratsherren und Bürgermeister in der Hansestadt Lübeck:
- Hermann von Wickede I (1294–1367), Bürgermeister der Hansestadt Lübeck
- Johann von Wickede († 1471), 1452 Ratsherr in Lübeck
- Hermann von Wickede II (1436–1501), Bürgermeister der Hansestadt Lübeck
- Johann von Wickede († 1509), 1506 Ratsherr in Lübeck
- Gottschalk von Wickede († 1527), 1522 Ratsherr in Lübeck
- Thomas von Wickede (1470–1527), Bürgermeister der Hansestadt Lübeck
- Gottschalk von Wickede († 1558), 1548 Ratsherr in Lübeck
- Johann von Wickede († 1577), 1570 Ratsherr in Lübeck
- Thomas von Wickede (1566–1626), 1593 Ratsherr in Lübeck
- Gottschalk von Wickede (1597–1667), Bürgermeister der Hansestadt Lübeck
- Thomas Heinrich von Wickede (1632–1676), 1672 Ratsherr in Lübeck
- Thomas von Wickede (1646–1716), Bürgermeister der Hansestadt Lübeck
- Melchior Thomas von Wickede (1682–1734), 1724 Ratsherr in Lübeck
- Gotthard Gottschalk von Wickede (1684–1737), 1735 Ratsherr in Lübeck
- Bernhard von Wickede (1705–1776), Bürgermeister der Hansestadt Lübeck
  - Friedrich Bernhard von Wickede (1748–1825) Pädagoge, Schriftsteller und Silhouettenschneider

### Lübecker Domherren
Auch im Lübecker Domkapitel war die Familie über Jahrhunderte mit Domherren vertreten:
- Johann von Wickede war Domherr seit 1598; er starb am 21. Juli 1599
- Gottschalk von Wickede war Domherr seit dem 18. Juli 1674 und starb am 15. Februar 1721
- Gotthard von Wickede, war Domherr seit dem 4. April 1683, starb am 29. Mai 1695
- Johann von Wickede (1664–1732), stiftete 1722 als Domdekan den Altar der Dorfkirche Hamberge
- Georg von Wickede war Domherr seit dem 11. September 1722 und verstarb 1723

### Landadel, Beamte und Militär (und zwei Schriftsteller)

Nicolaus Otto von Wickede als Student in Göttingen (1779)

Die Familie drängte, wie andere Familien des Lübecker Patriziats auch, im Lauf der Zeit aus der Stadt und zog es vor, die zunächst nur unter dem Gesichtspunkt der Rentenanlage erworbenen Güter in Holstein und Mecklenburg selbst zu bewirtschaften.
- Johann von Wickede (1637–1701), Herr auf Niendorf und Goldensee (heute Ortsteil von Kittlitz) wurde sächsisch-lauenburgischer Landrat
- Gottschalk Anton von Wickede (1657–1704), Lübecker Patrizier und Gutsbesitzer
- Gottschalk Anton von Wickede (1689–1740), Herr auf Nigleve, Tolzien und Fredenhagen (heute Niegleve, Tolzin und Friedrichshagen, alles Ortsteile von Lalendorf), wurde im Jahre 1702 in die mecklenburgische Ritterschaft aufgenommen.[8]
- Thomas Heinrich von Wickede (1697–1763), kursächsischer Generalmajor
- Johann Friedrich von Wickede (1755–1839), Herr auf Crassow und Neuhof, 1817 Oberforstmeister und damit leitender Forstbediensteter im Fürstentum Ratzeburg;[9]
  - August Georg von Wickede (1807–1879), mecklenburgischer Oberforstmeister
- Nicolaus Otto von Wickede (1757–1793), Herr auf Harmshagen, heute Ortsteil von Testorf-Steinfort, Oberamtmann und Drost zu Schlagsdorf
  - Adolf Johann Otto von Wickede (1785–1853) war 1805 Forstjunker im Forst-Departement Ratzeburg; er leitete die Vermessungen im Fürstentum Ratzeburg und fertigte 200 Karten und Pläne an
  - Friedrich August von Wickede (1788–1854), dänischer Etatsrat, Stadthauptmann und Bürgermeister von Mölln
- Anton Christoph Casper Friedrich Leonhard von Wickede (1773–1822), 1802 Kammerherr, 1814 Landrat des Herzogtums Mecklenburg-Güstrow, 1811–1819 Provisor im Kloster Dobbertin
  - Ludwig August Leonhard von Wickede (1797–1867) Landessteuerdirektor, Meister vom Stuhl der Loge Zu den 3 Sternen im Oriente in Rostock
    - Karl Friedrich von Wickede (1827–1881), deutscher Schriftsteller
- Otto (Jasper Heinrich) von Wickede (1823–1899), mecklenburg-schwerinscher Kammerherr, Wirklicher Geheimer Rat, Chef des großherzoglichen Haushalts, Gesandter beim Bundestag des Deutschen Bundes in Frankfurt am Main
- Friedrich Heinrich Christian August von Wickede (1834–1904), Hamburger Komponist, 1884 als Leipziger Postinspektor Lieder, Trauermärsche und Opern

Andere Mitglieder der Familien schlugen einer alten Familientradition entsprechend eine militärische Laufbahn ein.
- Julius von Wickede (1819–1896), Militärschriftsteller
- Hermann von Wickede (1828–1902), preußischer Generalmajor, stiftete 1898 in Warnemünde das Haus Am Strom 43 als Erholungsheim für 20 bedürftige Frauen.
- Wilhelm von Wickede (1830–1895), Vizeadmiral
- Thomas-Emil von Wickede (1893–1944), deutscher General der Infanterie und Kommandierender General des X. Armee-Korps der Wehrmacht

Im Einschreibebuch des Klosters Dobbertin befinden sich 13 Eintragungen von Töchtern der Familien von Wickede aus Tolzin, Gorschendorf, Güstrow und Rostock von 1700 bis 1863 zur Aufnahme in das dortige adelige Damenstift.

### Weitere
siehe Liste der Mitglieder der Zirkelgesellschaft

## Besitzungen
- Bliestorf 1656–1737
- Rondeshagen 1479–1527 (geht über weibliche Linie im Erbgang an die von Tode)
- Kastorf 1597–1745
- Groß Steinrade vor 1478, 1679–1732
- Niendorf am Schaalsee mit Goldensee (beides heute Ortsteile von Kittlitz (Lauenburg)) 1667–1710

## Grabkapelle
Die Lübecker Grabkapelle der Familie von Wickede befindet sich im nördlichen Seitenschiff des Doms. Sie gehörte zunächst bis in die Mitte des 14. Jahrhunderts der Ratsfamilie Schoneke und wurde später von der Familie von Wickede erworben. Bei einer Aufteilung aller Begräbnisstätten der Familie ging die Wickede-Kapelle 1634 an die Familie von Calven, von der sie durch den Ratsherrn und späteren Bürgermeister Gottschalk von Wickede 1658 zurückgekauft wurde. Nach seinem Tode 1669 fiel die Wickede-Kapelle an seinen Schwiegersohn, den kaiserlichen Residenten Heinrich Adrian Müller, der sie allerdings schon 1672 an den Ratsherrn Thomas Heinrich von Wickede übertrug.

## Stiftungen
- Der Schwartauer Altar wurde von der Familie von Wickede gemeinsam mit anderen Familien der Zirkelgesellschaft gestiftet.
- Das Wickede-Stift in der Glockengießerstraße 8 wurde seit 1471 als Armenhaus von der Familie verwaltet. Es ist seit 1973 ein Studentenwohnheim.